# 愛京子
愛 京子（、1943年〈昭和18年〉3月2日 - ）は、日本の女優。本名・田渕 美粧（たぶち みしょう）。大阪府出身。

## 来歴・人物
1965年に相愛女子短期大学を卒業してまもなく、喫茶店でNETテレビ（現・テレビ朝日）のプロデューサーにスカウトされる。同年、テレビドラマ『悪の紋章』でデビュー。翌1966年にはテレビドラマ『嵐のなかでさよなら』で主演を務め、同番組の主題歌で歌手としてもデビューした。

## 出演

### テレビ
- 悪の紋章（1965年、NETテレビ）- 浅井節子 役
- 嵐のなかでさよなら（1966年、NETテレビ）- 春愁尼 役
- ああ!!コメディアン（1966年、朝日放送） - 都美鈴 役
- 新婚さん（1967年、TBS）
- 女紋（1967年、NETテレビ）- 山田寧 役
- 愛の装飾（1967年、TBS）- 順子 役
- みんな世のため（1967年、NETテレビ）
- 泣いてたまるか（1967年、NETテレビ）
- 平四郎危機一発（1967年、TBS）- 麻耶子
- ふたりの橋（1968年、日本テレビ）
- 37階の男（1968年、日本テレビ）
- フジ三太郎（1968年、TBS）- 小料理屋の女将 役

### 映画
- 喜劇 駅前学園（1967年）- 池沢たよ 役
- 怪獣総進撃（1968年）- キラアク星人 役[4][1][3]

## 作品

### シングル・レコード
- 嵐のなかでさよなら（1966年）
- サヨナラのキスをしないで（1966年）
- うそ・うそ・うそなのよ（1966年）